# Carl O. Dunbar
Carl Owen Dunbar (* 1. Januar 1891 in Hallowell, Cherokee County, Kansas; † 7. April 1979 in Dunedin (Florida)) war ein US-amerikanischer Paläontologe.

## Leben und Werk
Dunbar wuchs auf einer familieneigenen Farm in Kansas auf. Er studierte ab 1909 an der University of Kansas (Bachelor 1913) unter anderem Geologie bei William H. Twenhofel und wurde 1917 an der Yale University in Geologie bei Charles Schuchert promoviert (The Paleontology and Stratigraphy of the Devonian of Western Tennessee). Danach war er kurze Zeit Instructor an der University of Minnesota.
Ab 1920 wurde er der Nachfolger von Schuchert als Professor an der Yale University. Hier blieb er für den Rest seiner Karriere. Er war Professor und Kurator für Paläontologie wirbelloser Tiere sowie ab 1942 Direktor am Peabody Museum of Natural History. 
1959 ging er in den Ruhestand und zog nach Florida, wo sein Sohn lebte.
Dunbar war zu seiner Zeit einer der führenden Paläontologen für Wirbellose und befasste sich speziell mit Brachiopoden und Fusulinidae (einer ausgestorbenen Ordnung von Foraminiferen) sowie mit dem Perm-Zeitalter. Er verfasste auch einige zu seiner Zeit verbreitete Lehrbücher über historische Geologie.
Er war Mitglied der National Academy of Sciences (1944), der American Philosophical Society (1942) und der American Academy of Arts and Sciences (1950). Er war Ehrenmitglied der mexikanischen geologischen Gesellschaft, korrespondierendes Mitglied der Geological Society of London und Ehrenmitglied der Society of Economic Paleontologists and Mineralogists (deren Twenhofel Medal er 1977 erhielt). 1940 war er Präsident der Paleontological Society und Vizepräsident der Geological Society of America. 1967 erhielt er die Paleontological Society Medal.

## Schriften
- mit Charles Schuchert: Textbook of Geology, Band 2 (Historical Geology), 4. Auflage Wiley 1931
- mit Charles Schuchert Outlines of historical geology, 4. Auflage Wiley 1941
- mit Charles Schuchert Historical Geology, Wiley 1949, 2. Auflage 1960, 3. Auflage mit K. M. Waagé 1969
- mit John Rodgers Principles of Stratigraphy, Wiley 1957
- The earth, Weidenfeld and Nicholson 1966, deutsche Ausgabe Die Erde, Edition Rencontre, Lausanne 1970 (in der Reihe Enzyklopädie der Natur)